# Teoria de l'Acomodació Comunicativa
La Teoría de l'Acomodació Comunicativa va ser formulada per Howard Giles l'any 1973, professor de comunicació a la Universitat de Califòrnia. La teoria busca explicar com les persones canvien la seua forma de comunicar-se quan una persona busca diferenciar-se o apropar-se al seu interlocutor en l'àmbit social en una conversa.
La Teoría de l'Acomodació Comunicativa estudia els vincles entre llenguatge, context i identitat, centrant-se en aquells elements interpersonals que porten a l'interlocutor a preocupar-se pel context micro i macro a l'hora de comunicar-se.
L'idioma, accent, dialecte o aspectes paralingüístics, entre d'altres, en una conversa, son alguns dels factors on, segons Giles, els interlocutors intentaran convergir si busquen aprovació en una situació social. D'altra banda, també hi ha discursos divergents, on la persona busca remarcar la distància social respecte el seu interlocutor fent servir recursos lingüístics propis i característics.
Així doncs, com apunta la Teoría de l'atribució, podem interpretar que el comportament convergent porta a l'audiència a interpretar que el locutor busca trencar les barreres culturals i, per tant, està establint una conversa i relació favorable. Tanmateix, l'actitud divergent pot crear una tensió interpersonal que bloquegi la formació de llaços i relacions interculturals. El tercer concepte rellevant sería el de sobre acomodació, que és el que es produeix quan un dels interlocutors força massa els aspectes verbals i no verbals per convergir amb l'altre i resulta incòmode.
Aquesta teoría és útil sobretot a l'hora de comprendre les relacions comunicatives entre persones de grups socioeconòmics, d'edat i culturals diferents. La Teoría de l'Acomodació Comunicativa compta amb el suport de la Teoría de la Identificació Social de Tajfel i Turner, que apunten a què ens comuniquem no només com a actors individuals, sinó com a representants de grups que ens ajuden a definir qui som.